# Kanal (Wasserbau)

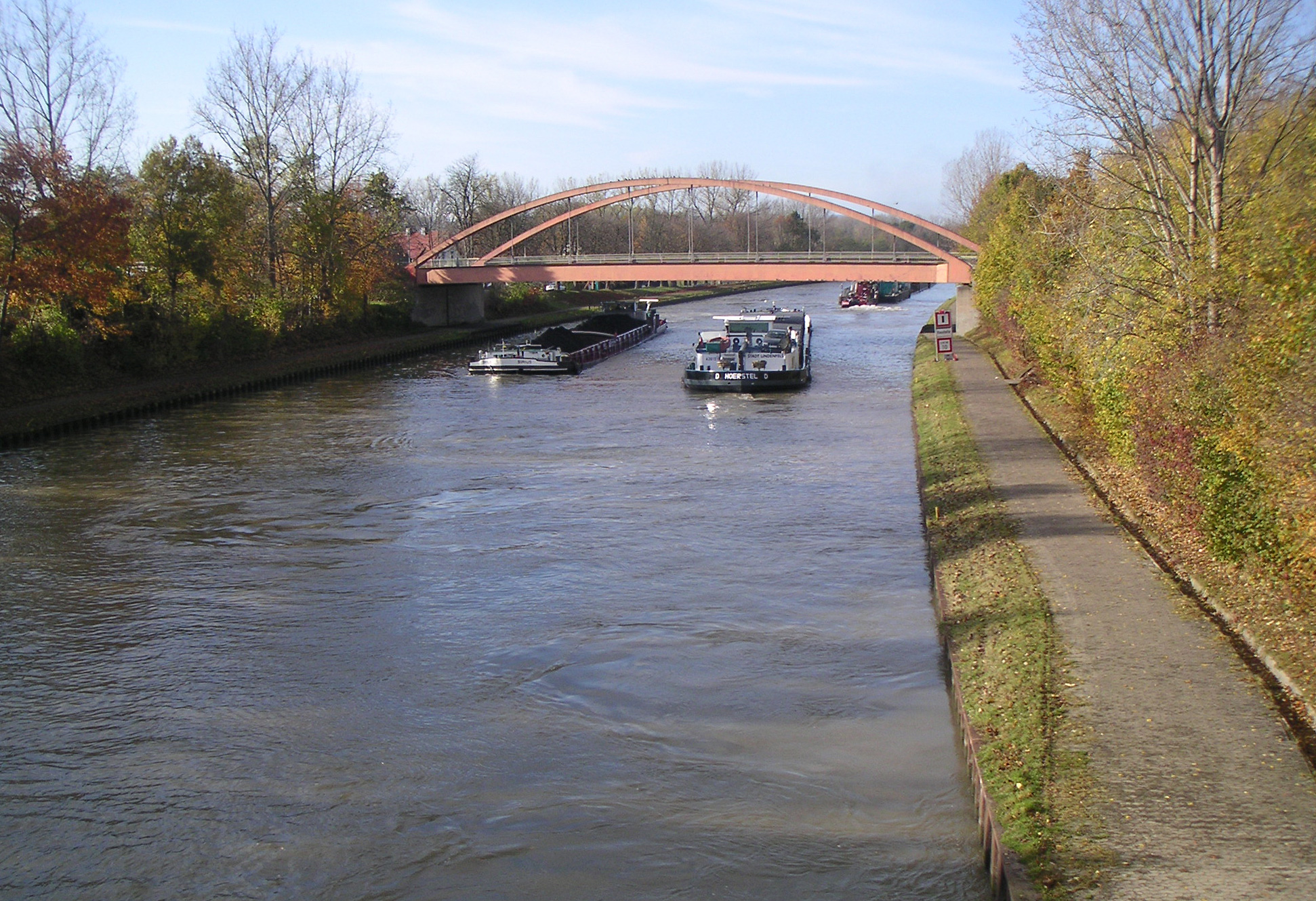
Mittellandkanal (Deutschland)

Als Kanal bezeichnet man ein Gewässer mit künstlich hergestelltem Gewässerbett. Es kann auch ein Wasserlauf mit natürlichem Gewässerbett in seinem Verlauf verlegt oder kanalartig so ausgebaut werden, dass er dann zu den Kanälen zählt. Dies war in früheren Zeiten bei den kleineren Schiffsabmessungen häufiger der Fall.
Bei einem gänzlich gedeckten Kanal als unterirdischem Bauwerk beziehungsweise Fließgewässer spricht man von Verrohrung. Auch die der Abwasser- bzw. der Regenwasserentsorgung dienenden Rohre der Kanalisation werden Kanäle genannt.

## Beschreibung

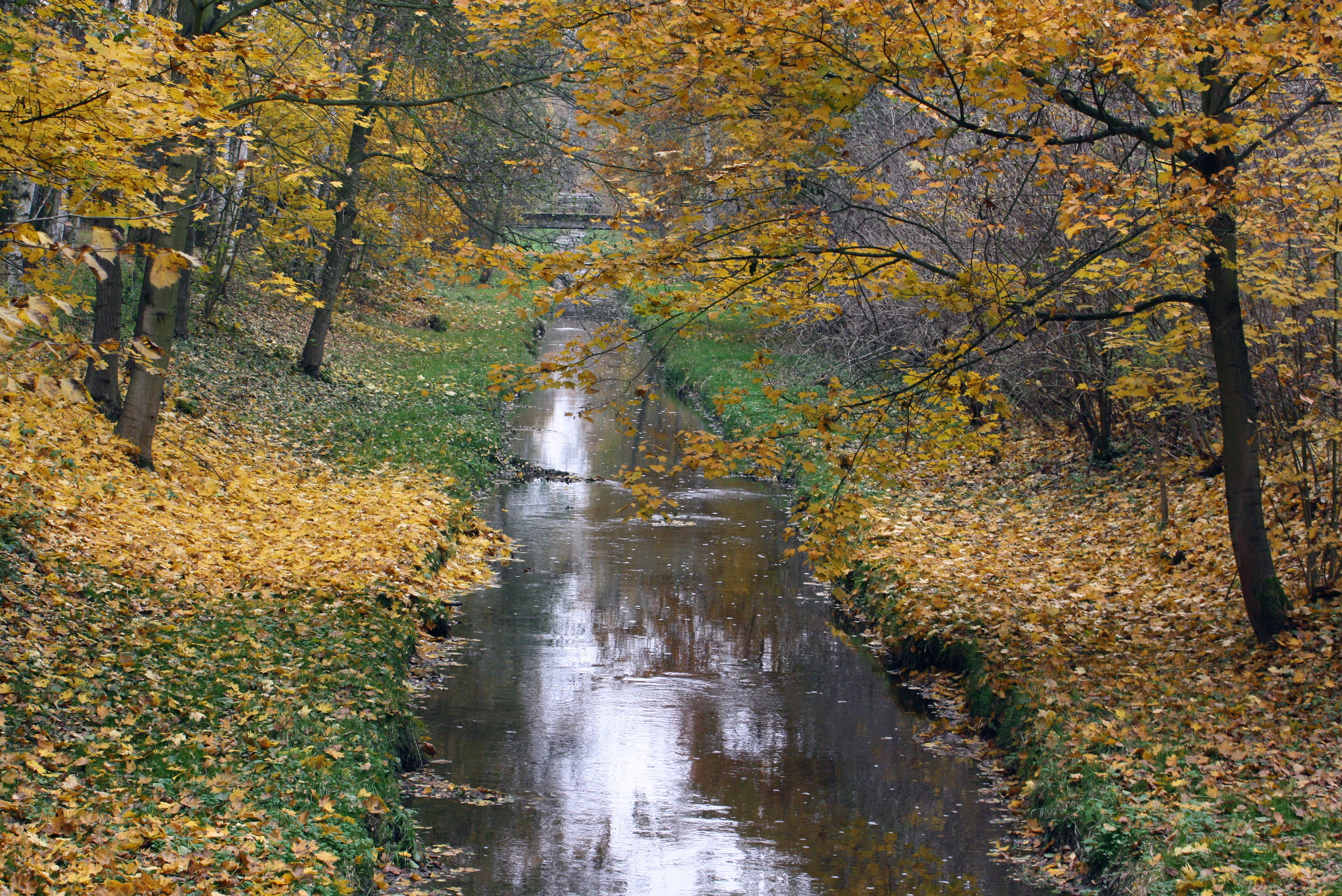
Kanal in Franzensbad (Tschechien)

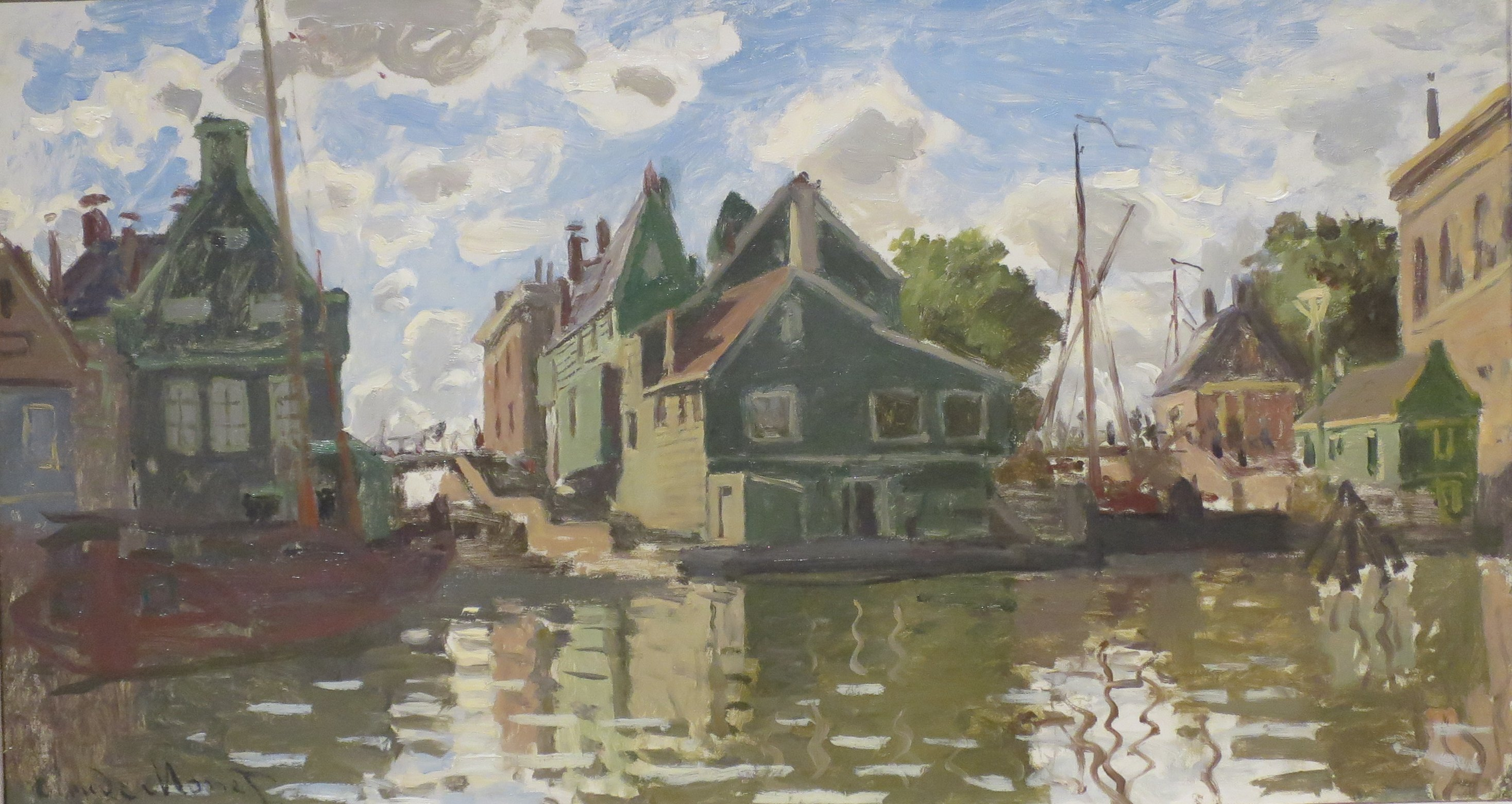
Canal à Zaandam, Gemälde von Claude Monet (1871).

Es wird hauptsächlich unterschieden zwischen Kanälen zur Be- und Entwässerung und Kanälen für die Schifffahrt, den Schifffahrtskanälen. Es gibt jedoch auch Kanäle, die anderen Zwecken dienen oder dienten, wie beispielsweise der Trinkwasserversorgung, der Nutzung der Wasserkraft, der Beseitigung von Abwasser oder der Umleitung von Wasser von einem Gewässer in ein anderes (z. B. am armenischen Sewansee; in Deutschland wird beispielsweise über den Dahme-Umflutkanal Hochwasser von der oberen Spree zur Dahme abgeleitet).
Kanäle, die in erster Linie Wasser transportieren, sind Fließwasserkanäle. Dazu können auch Schifffahrtskanäle gehören. Das ist der Fall, wenn sie in der Trasse eines Flusses oder Grabens gebaut wurden oder deren Trasse ganz oder teilweise ersetzen und neben den Schleusen auch durch Wehre reguliert werden. Beispiele dafür sind in Deutschland der Finowkanal und der Landwehrkanal. In der Regel sind Schifffahrtskanäle jedoch Stillwasserkanäle. Infolge von Schleusungen und aufgrund von Wasserentnahmen (z. B. für die öffentliche und industrielle Wasserversorgung an den westdeutschen Schifffahrtskanälen) können sie noch eine geringe Strömung aufweisen. Ihre Wasserstände werden durch Schleusen und Pumpwerke reguliert. Es gibt auch Kanäle ohne jede Regulierung.
Ein Kanal wird meistens aus dem natürlichen Boden ausgehoben unter Nutzung natürlicher Senken und Wasserläufe und liegt tiefer als das Gelände. Er kann aber auch auf Dämmen gebaut sein und dadurch oberhalb des umgebenden Geländes liegen. Solche Abschnitte können durch Sicherheitstore gesichert werden, um im Fall von Leckagen oder Dammbrüchen große Wasserverluste und Überschwemmungen zu vermeiden, so etwa beim Dortmund-Ems-Kanal. Ein Kanal kann mit Kanalbrücken andere Kanäle oder Flüsse überqueren (Wasserstraßenkreuz) und in Tunneln durch Berge führen. Ein Kanal kann ebenso ein weniger als einen Meter breiter Kanal zur Wasserversorgung sein wie ein mehr als 300 Meter breiter Kanal für die Seeschifffahrt.
Schifffahrtskanäle werden im Regelfall durch geböschte Ufer seitlich begrenzt. Um den Angriff durch Wellenschlag bei Schiffspassagen zu minimieren, erfolgt eine Sicherung der Ufer über Steinschüttungen aus Wasserbausteinen. Oberhalb der Wasserlinie schließen meist rasenbewachsene Normböschungen mit technischen Regelprofilen an, wenn das angrenzende Gelände nicht niveaugleich ist. Bei beengten Verhältnissen wurden früher auch senkrechte Spundwände als Uferbegrenzungen gebaut, die jedoch aus Tierschutzgründen zu vermeiden sind. Ins Wasser fallende und schwimmende Tiere können derartige Bereiche nicht mehr verlassen. Daher werden heutzutage nur einseitig bespundete Ufer zugelassen oder die Spundwände reichen bis 0,5 Meter unter die Oberfläche, wo dann der geböschter Uferbereich beginnt.
Da Kanäle im Regelfall kein Hochwasser abführen müssen, kann direkt Bebauung anschließen. In Schifffahrtskanälen ist eine stärkere Wasserströmung unerwünscht, ihr Gefälle ist deshalb minimal oder fehlend. Um Höhenunterschiede zu überwinden, werden deshalb Schleusen eingefügt. Schifffahrtskanäle bestehen daher meist aus einer Kette von Stauhaltungen ohne Gefälle, die jeweils an beiden Seiten durch eine Schleuse begrenzt sind. Verläuft ein Kanal in der Ebene, sind die Schleusen entbehrlich. Die Gewässersohle von Kanälen ist heute oft durch technischen Ausbau abgedichtet, um Wasserverluste durch Versickerung zu verhindern, dies war bei historischen Kanälen meist nicht der Fall.

## Abgrenzungen
Die Einstufung eines Gewässers als Kanal hat erhebliche rechtliche und finanzielle Folgen. Die europaweite Richtlinie 2000/60/EG (Wasserrahmenrichtlinie) beispielsweise definiert Kanäle als „künstliche und erheblich veränderte oberirdische Gewässer“. Für künstliche Gewässer gelten geringere Standards und Anforderungen für den ökologischen Zustand, den der Unterhaltungsträger des Gewässers anstreben muss.
Ein Gewässer ist dann „künstlich“, wenn es an einer Stelle angelegt wurde, an der sich vorher (von Natur aus) kein Gewässer befunden hat. Für das Vorliegen einer „erheblichen Veränderung“ eines natürlichen oberirdischen Gewässers gibt es umfangreiche Regelwerke. Ein staugeregelter Fluss wie z. B. der Main wurde früher „kanalisiert“ genannt, dies ist heute überholt. Er bleibt, trotz seiner starken Veränderung, ein Fluss.

## Kanal in der Stadt

Ein typischer Kanal in Venedig

In Städten, die nahe an einer flachen Meeresküste liegen, dienen Kanäle der Entwässerung und als Transportwege. Die Kanäle sind meist durch senkrechte Einfassungen begrenzt oder reichen direkt an die Häuser heran.
Bekannt für ihre Kanäle sind Venedig (siehe auch Canal Grande) und einige Städte der Niederlande und Belgiens mit ihren Grachten, zum Beispiel Amsterdam und Brügge, sowie Friedrichstadt in Schleswig-Holstein. Die Navigli Mailands verbanden früher die Stadt mit den umliegenden Flüssen und Seen. Auch Birmingham in England ist hier zu nennen. Obwohl keine bedeutenden Flüsse durch Birmingham fließen, ist die Stadt der Knotenpunkt des mittelenglischen Narrowboat-Kanalsystems (Midlands). Innerhalb der Stadtgrenzen gibt es Kanäle mit einer Gesamtlänge von 60 Kilometern. Es wird oft behauptet, dass Birmingham mehr Kanäle als Venedig besitzt (allerdings ist die Stadtfläche auch um einiges größer).
Im Gegensatz zum Kanal wurde im Fleet (zum Beispiel in Hamburg) der Wasserstand ursprünglich nicht durch Schleusen geregelt, sondern schwankte mit der Tide.
In Städten sind die Flussläufe großteils kanalartig ausgebaut. Manche wurden auch verlegt oder „geteilt“, wie zum Beispiel Donau und Donaukanal in Wien.

## Kanal auf dem Land

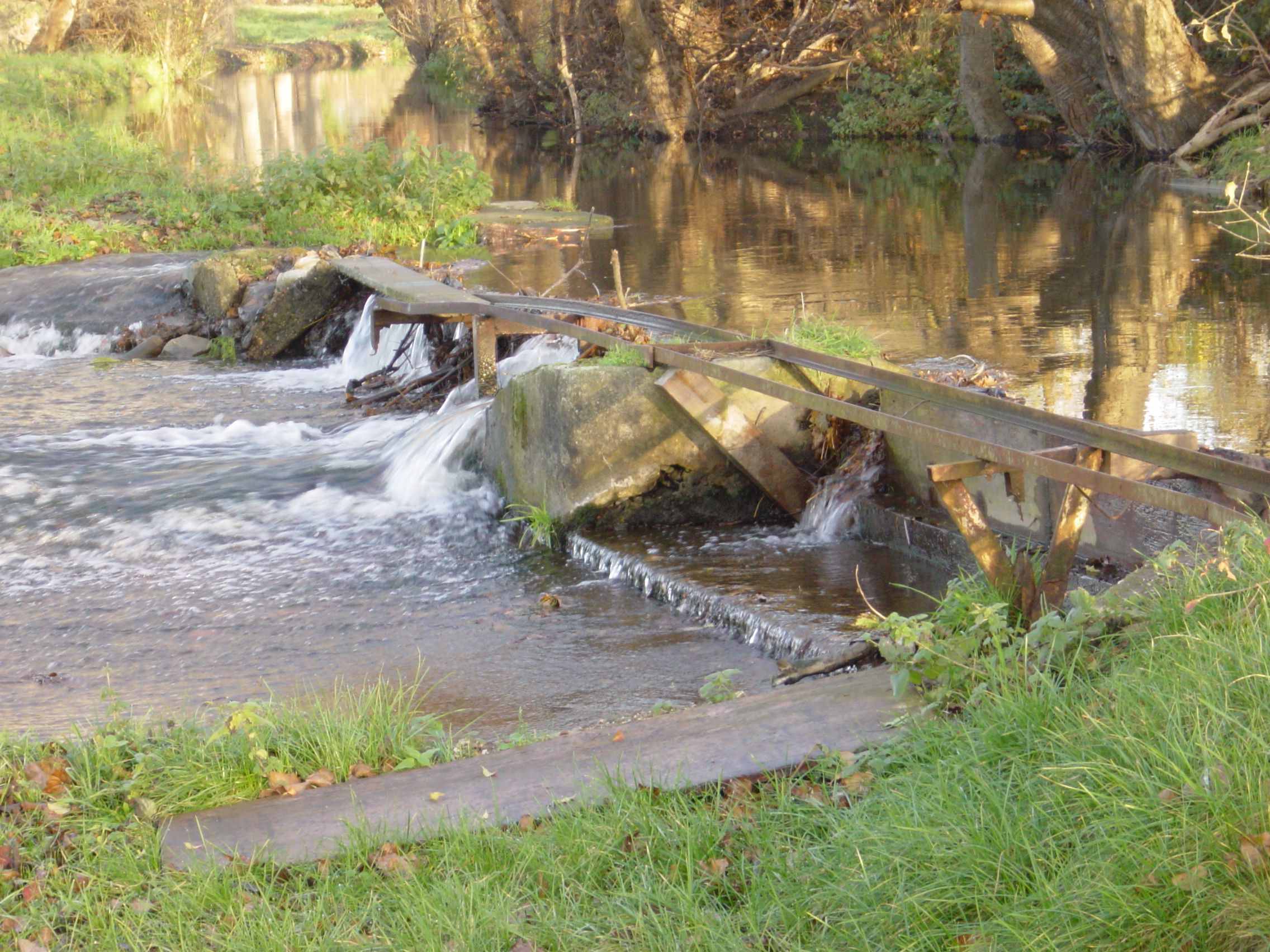
Der Jülicher Mühlenteich (mit Abschlag) – Ein historischer Kanal zur Versorgung der lokalen Industrie mit Brauchwasser

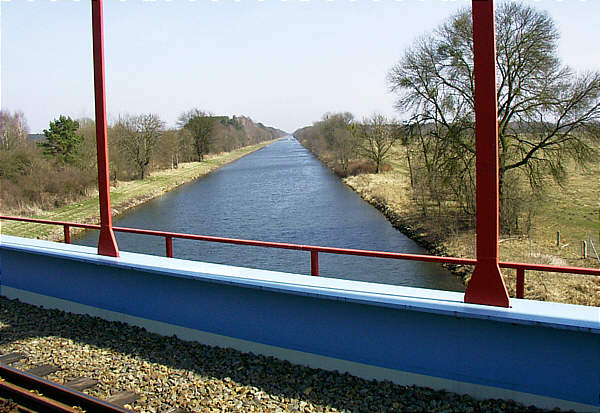
Oder-Havel-Kanal bei Ruhlsdorf: Blick nach Osten

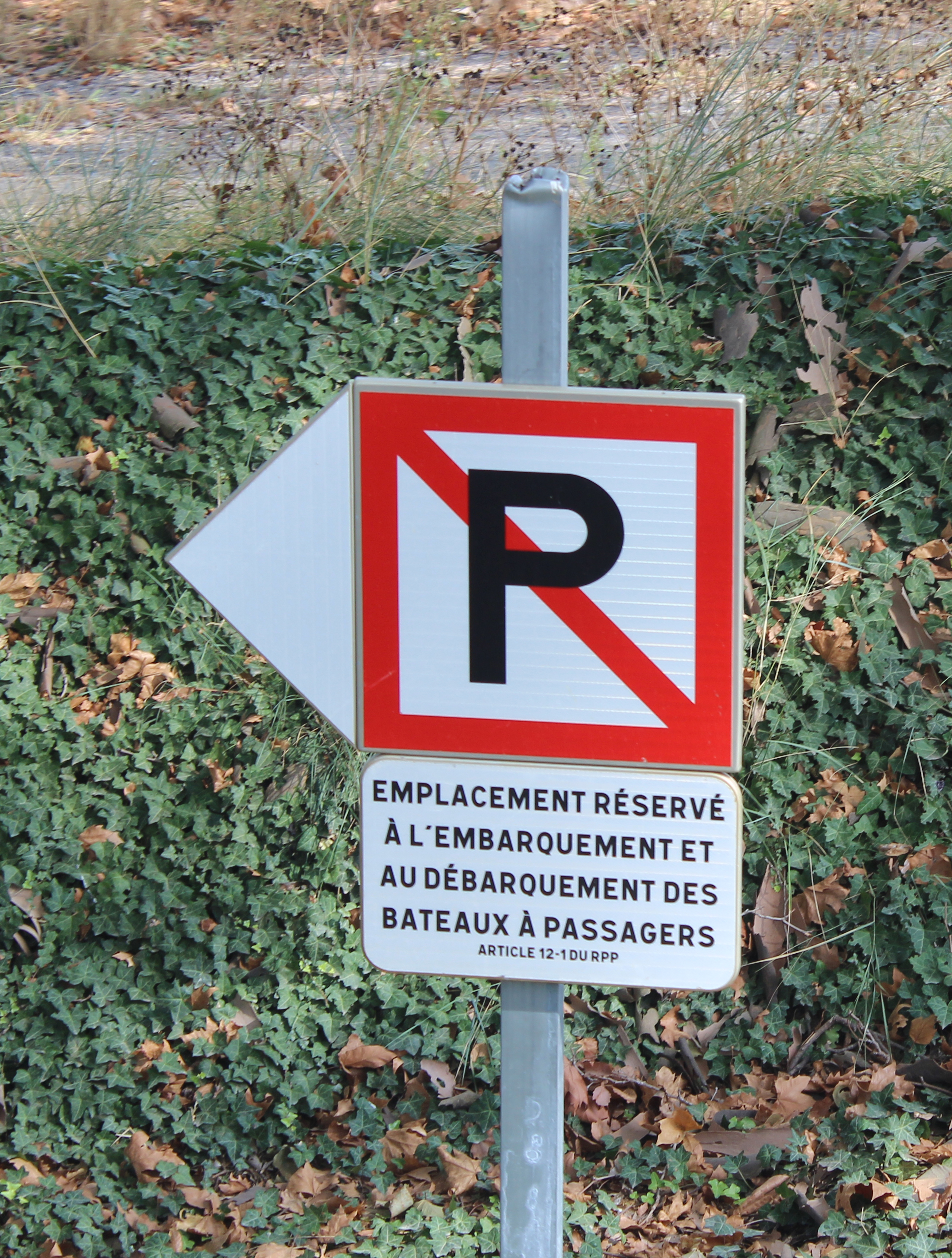
Wie auf der Straße wird der Wasserverkehr durch Verkehrsschilder geregelt. In einigen Ländern sind Verkehrszeichen auf der Wasserstraße quadratisch

Ein Kanal kann dem Transport – heute speziell der Schifffahrt – dienen, in früheren Zeiten auch dem Transport von Holz (Floßkanal, Trift) oder von Torf (Fehnkanal). Andere Kanäle dienen zur Be- bzw. Entwässerung, zur Nutzung der Wasserkraft (Mühl-, Kraftwerks-, Fabrikkanal), wobei natürlich auch kombinierte Nutzungen möglich sind. So werden viele kanalisierte Flüsse sowohl als Transportweg als auch zur Gewinnung von Wasserkraft genutzt. Ein weiteres wichtiges Einsatzgebiet sind Bewässerungskanäle/Fluter für die Bewässerung und Entwässerungskanäle/Vorfluter für die Entwässerung (Drainage).

## Typisierung von Schifffahrtskanälen
Kanäle sind in mehr oder weniger lange Wasserhaltungsabschnitte unterteilt, sogenannte Haltungen, in denen das Wasser zwischen den Kanalstufen jeweils auf gleichem Höhenniveau gehalten wird. Kanalstufen werden durch Schleusen oder Hebewerke gebildet, die es den Schiffen ermöglichen, den Höhenunterschied zwischen den Kanalhaltungen zu überwinden.

### Abkürzungskanal
Der Abkürzungskanal oder Durchstich ist eine Flussstrecke mit künstlichem Gewässerbett, durch die eine oder mehrere hintereinander liegende Schlingen eines Flusses abgeschnitten werden und damit der Schifffahrtsweg verkürzt wird. Beispiele hierfür findet man hier:
- Elbe
- Havel
- Mainkanal
- am Oberlauf der Saône
- Schleusenkanäle an der Mittelweser
- Weilburger Schifffahrtstunnel

### Stichkanal
Der Stichkanal (früher und überholt: Zweigkanal) ist eine Art Sackgasse, die eine Stadt oder ein Industriegebiet an einen abseits verlaufenden Kanal anbindet. Die Wasserversorgung des Stichkanals kann über den Hauptkanal erfolgen oder durch einen mündenden Fluss, der damit auch zur Wasserversorgung des Hauptkanals beiträgt. Als Beispiele seien hier genannt:
- Stichkanal vom Canal des Vosges nach Épinal
- Stichkanal vom Canal du Nivernais nach Vermenton
- Stichkanäle vom Mittellandkanal nach Osnabrück, Hildesheim und Salzgitter
- Spoykanal vom Rhein nach Kleve-Brienen

### Seitenkanal
Seitenkanäle treten in zwei Varianten auf:
- Der Seitenkanal zweigt von einem Fluss ab, verläuft weitgehend parallel zu ihm und mündet flussabwärts wieder in denselben. Er ersetzt oder ergänzt den Fluss als Schifffahrtsweg. Entlang seiner Strecke kann er von Nebenflüssen mit Wasser versorgt werden. Beispiele dafür sind:
  - Dortmund-Ems-Kanal
  - Wesel-Datteln-Kanal oder Lippe-Seitenkanal
  - Ilmenau-Seitenkanal
  - Rheinseitenkanal
  - Julianakanal
  - Seitenkanal Horkheim
  - Canal latéral à la Loire

- Der Seitenkanal verbindet einen Fluss mit einem anderen Gewässer, beispielsweise folgende:
  - Elbe-Seitenkanal – verbindet den Mittellandkanal bei Wolfsburg mit der Elbe bei Lauenburg
  - Elde-Seitenkanal
  - Ems-Seitenkanal – verbindet die Unterems mit dem Emder Hafen
  - Moldaukanal

Soweit solche Kanäle in ein Meer einmünden, sind sie unter Meereskanäle erfasst.

### Verbindungskanal
Ein Verbindungskanal verbindet zwei Gewässer und kann in drei Varianten ausgeführt sein:
- Erste Möglichkeit: Verbindung zweier in verschiedene Talbecken entwässernder Flüsse, wenn der Höhenzug, der sie trennt, nur schwach ausgeprägt ist. Der Kanal folgt den Höhenlinien und umgeht ohne oder mit wenigen Stufen den Höhenzug.
  - Magischer Kanal (China, 219 v. Chr.)
  - Fossa Carolina/Karlsgraben (Deutschland, 793)
  - Bridgewater-Kanal (England, 1761)
  - Canal de Saint-Quentin (Südabschnitt)
  - Canal de la Sauldre

- Zweite Möglichkeit: Verbindung von Flüssen und Kanälen
  - Rothenseer Verbindungskanal (Deutschland, Elbe – Mittellandkanal)
  - Pareyer Verbindungskanal (Deutschland, Elbe – Elbe-Havel-Kanal)
  - Verbindungskanal Ruhr (Deutschland, Ruhr – Rhein-Herne-Kanal)
  - Verbindungskanal (Mannheim) (Deutschland, Rhein – Neckar)
  - Gieselau-Kanal (Deutschland, Eider – Nord-Ostsee-Kanal)
  - Nordhorner Verbindungskanal (Deutschland, Ems-Vechte-Kanal + Vechte – Nordhorn-Almelo-Kanal)
  - Verbindungskanal (in Emden) (Deutschland, Ems-Jade-Kanal – Ems-Seitenkanal + Fehntjer Tief)

- Dritte Möglichkeit: Verbindung von Seen
  - Mecklenburgisches und brandenburgisches Seengebiet
  - Oberländischer Kanal (mittlere und östliche Abschnitte)

### Wasserscheidenkanal
Ein Wasserscheidenkanal überwindet in auf- und absteigenden Stufen eine Wasserscheide zwischen zwei Gewässern. Neben der Herausforderung, geeignete Geländeabschnitte für die Stauhaltungen auszuwählen, muss in der Regel auch die Wasserversorgung gesichert werden. Das erfordert in vielen Fällen, in der Nachbarschaft ein Netz von Wasserläufen und Wasserreservoirs zu schaffen, um den Wasserverlust durch Schleusung auszugleichen. Beispiele hierfür sind:
- Kaiserkanal (China, ca. 600, Vorläufer ca. 4. Jh. v. Chr.)
- Stecknitz-Kanal (Deutschland, 1398)
- Canal de Briare (Frankreich, 1642)
- Canal du Midi (Frankreich, 1681)
- Kennet-und-Avon-Kanal (England, 1810)
- Rhein-Rhône-Kanal (Frankreich, 1833)
- Canal du Nivernais (Frankreich, 1834)
- Ludwig-Donau-Main-Kanal (Deutschland, 1845)
- Mittellandkanal (Deutschland, 1915/1938)
- Moskwa-(Wolga)-Kanal (Russland, 1937)
- Wolga-Don-Kanal (Russland, 1952)
- Main-Donau-Kanal (Deutschland, 1992)

### Meereskanal
Der Meereskanal kann in drei Varianten auftreten:
- Erste Variante: Verbindung einer nahe am Meer gelegenen Stadt mit ihrem Hafen.
  - Canal maritime von Aigues-Mortes
  - Kanal von Lefkada
- Zweite Variante: Seitliche Verbindung einer für Schiffe verbotenen, oder unbefahrbaren Mündung eines Flusses mit dem Meer.
  - Canal Saint-Louis an der Rhone-Mündung in Port-Saint-Louis-du-Rhône
  - Donau-Schwarzmeer-Kanal in Rumänien, obwohl das Donaudelta schiffbar ist und der Kanal nur eine Abkürzung zum Schwarzen Meer darstellt
- Dritte Variante: Verbindungskanal zweier Meere. Er kann mit oder ohne eigene Wasserhaltung ausgeführt sein.
  - Sues-Kanal
  - Kanal von Korinth
  - Panama-Kanal
  - Nord-Ostsee-Kanal
  - Kaledonischer Kanal

Nicht jeder Meereskanal ist aber eindeutig einer dieser drei Kategorien zuzuordnen, da einige Kanäle auch mehrere Funktionen erfüllen. Beispielsweise gehörte der Nieuwe Waterweg in Rotterdam seit seinem Bau zur ersten Variante, inzwischen aber auch zur zweiten, da die alten Maasarme nicht mehr schiffbar sind. Der Royal Military Canal an der Südküste Englands umschifft auf Landseite ein Kliff und führt 28 Meilen von Seabrook bei Folkestone zum Cliff End bei Hastings.

## Geschichte

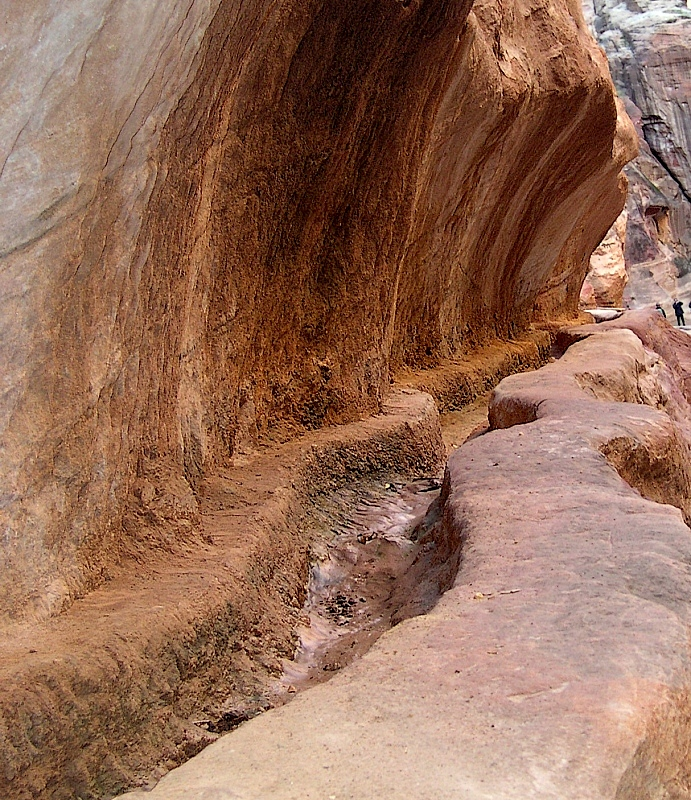
Oberirdische Wasserversorgung, Kanal in den Siq-Felsen bei Petra, heute Jordanien

Schon die Assyrer trieben Stollen und Kanäle zur Wasserversorgung durch Felsen und Berge. Sanherib ließ im 7. Jahrhundert v. Chr. einen mindestens 55 km langen Trinkwasserkanal zur Versorgung von Ninive errichten, mit Schleusen und einem großen Aquädukt.
In Ägypten begann Pharao Necho II. (reg. 610–595 v. Chr.) mit dem Bau eines auch als Bubastis-Kanal bezeichneten Schifffahrtskanals zwischen dem Nil bzw. Mittelmeer und dem Roten Meer, der aber wohl erst unter dem Perserkönig Dareios I. im Jahr 498 v. Chr. vollendet wurde. Um 280 v. Chr. ließ der Diadochenherrscher Ptolemaios II. Philadelphos (284 bis 246 v. Chr.) den Kanal wiederherstellen und zum Roten Meer hin eine Stauschleuse einbauen. Dieser Vorläufer des Suezkanals verfiel im 1. Jahrhundert v. Chr., wurde aber unter dem römischen Kaiser Trajan im 2. Jahrhundert n. Chr. wiederhergestellt. Mit Einschränkungen war der Kanal bis ins späte 8. Jahrhundert n. Chr. in Benutzung. Der persischen Großkönig Xerxes I. ließ 483 – 480 v. Chr. zur Vorbereitung seines Feldzuges gegen die Griechen (480 v. Chr.) den Xerxes-Kanal auf der Halbinsel Chalkidiki anlegen, um seiner Flotte die Gefahren einer Umrundung des Berges Athos zu ersparen. Der größte antike Kanal des Nahen Ostens war der Nahrawan-Kanal entlang des Tigris in der Nähe von Ktesiphon. Er war 400 km lang und 122 m breit und wurde im 3. Jahrhundert n. Chr. gebaut.
In China war der wahrscheinlich aus dem 6. Jahrhundert v. Chr. stammende Hong-Gou-Kanal die erste künstliche Wasserstraße. Eine bekanntere technische Leistung war jedoch der Magische Kanal (Líng Qú) aus der Zeit Qin Shihuangdis um 219 v. Chr., der zwei entgegengesetzt fließende Flüsse – Li und Xiang – bändigte und miteinander verband. Er wurde durch Shi Lu projektiert, diente zunächst der Truppenversorgung und war der erste Kanal, der in unebenem Gelände entlang von Höhenlinien geführt wurde (32 km lang). Der chinesische Kaiserkanal ist mit über 1700 km Länge auch heute noch die längste von Menschen geschaffene Wasserstraße. Er ist oft 30 m breit und überwindet einem Höhenunterschied von etwa 42 m.
Frühe europäische Kanale waren Fossa Carolina (Deutschland, 793), Stecknitz-Kanal (Deutschland, 1398), Canal de Briare (Frankreich, 1642), Canal du Midi (Frankreich, 1681), Newry Canal (Nordirland, 1741), Sankey Canal (England, 1757) und der Bridgewater-Kanal (England, 1761).
Napoléon initiierte 1806 den Nordkanal zwischen dem Seehafen Antwerpen, der Maas und dem Rhein. Zwei Teilstücke wurden gebaut.